# Mionnay
Mionnay  est une commune française, située dans le département de l'Ain, à une vingtaine de km au nord-est de Lyon en région Auvergne-Rhône-Alpes.
Les habitants de Mionnay s'appellent les Mionnezans.

## Géographie
Mionnay fait partie de la Dombes.

### Lieux-dits et hameaux
- Beaubretas
- Chante-Grillet
- Chantegrive
- Château Gaillard
- Ferme de Meaux
- Gaillebeau
- Goutte
- Grange Neuve
- Grenoble
- l'Épi d'Or
- la Baronnie
- la Déguiriat
- la Forêt
- la Frétas
- la Griotte
- la Marfondière
- la Salle
- la Virginie
- le Beau Logis
- le Billard
- le Falot
- le Grand Logis
- le Poussey
- les Brosses
- les Cabanes
- les Écherolles
- les Platières
- les Rages
- Mionnay
- Montsion
- Polletins
- Saint-Vérand

### Voies de communication et transports

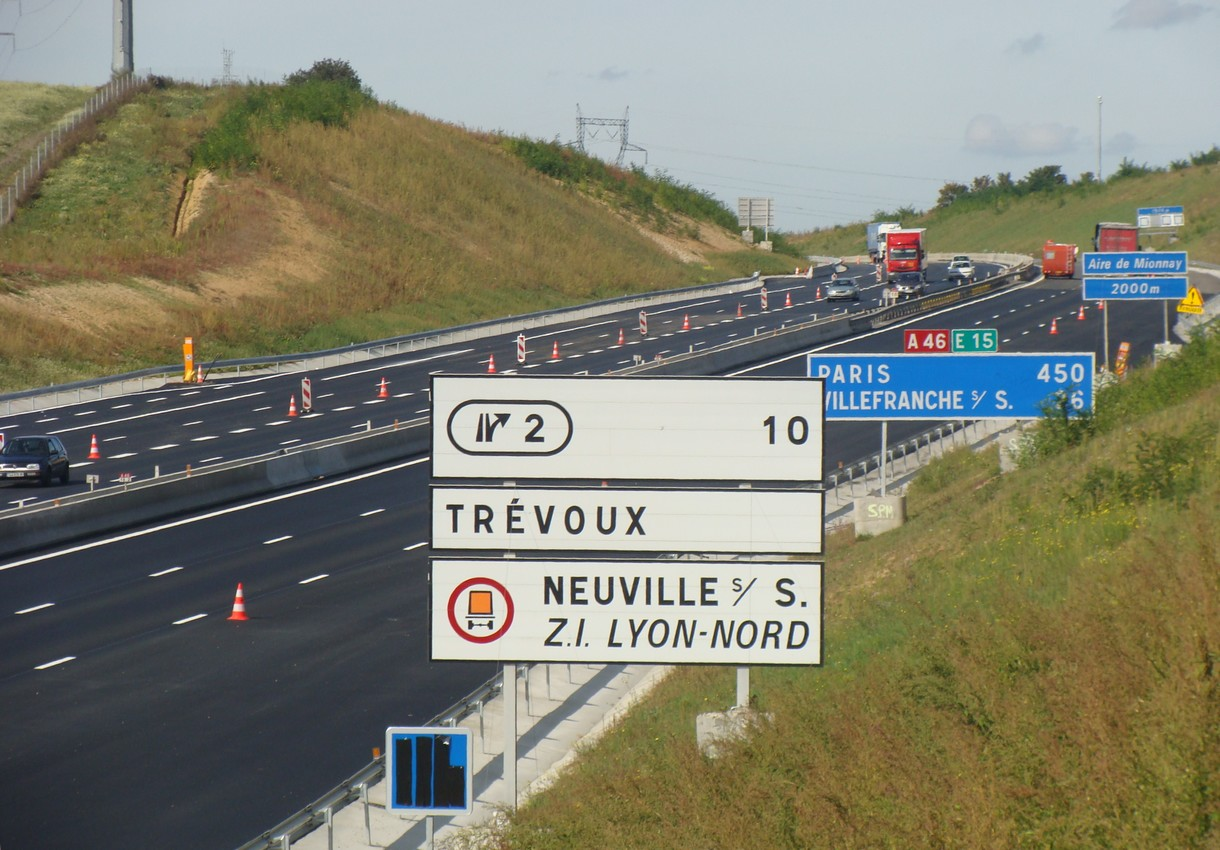
Aire de service de l'A46 à Mionnay.

On peut citer l'autoroute A46 qui passe à proximité du village ; une aire de service se trouve d'ailleurs sur le territoire communal. Concernant le transport ferroviaire, le village est desservi par la ligne de Lyon-Saint-Clair à Bourg-en-Bresse (Gare de Mionnay).

### Climat
Pour des articles plus généraux, voir Climat d'Auvergne-Rhône-Alpes et Climat de l'Ain.
En 2010, le climat de la commune est de type climat océanique dégradé des plaines du Centre et du Nord, selon une étude du CNRS s'appuyant sur une série de données couvrant la période 1971-2000. En 2020, Météo-France publie une typologie des climats de la France métropolitaine dans laquelle la commune est dans une zone de transition entre le climat semi-continental et le climat de montagne et est dans la région climatique Bourgogne, vallée de la Saône, caractérisée par un bon ensoleillement (1 900 h/an), un été chaud (18,5 °C), un air sec au printemps et en été et des vents faibles.
Pour la période 1971-2000, la température annuelle moyenne est de 11,7 °C, avec une amplitude thermique annuelle de 17,7 °C. Le cumul annuel moyen de précipitations est de 851 mm, avec 9,4 jours de précipitations en janvier et 7,3 jours en juillet. Pour la période 1991-2020, la température moyenne annuelle observée sur la station météorologique de Météo-France la plus proche, « Lyon-Bron », sur la commune de Bron à 17 km à vol d'oiseau, est de 13,0 °C et le cumul annuel moyen de précipitations est de 820,8 mm,. Pour l'avenir, les paramètres climatiques de la commune estimés pour 2050 selon différents scénarios d'émission de gaz à effet de serre sont consultables sur un site dédié publié par Météo-France en novembre 2022.

## Urbanisme

### Typologie
Au 1er janvier 2024, Mionnay est catégorisée bourg rural, selon la nouvelle grille communale de densité à 7 niveaux définie par l'Insee en 2022.
Elle est située hors unité urbaine. Par ailleurs la commune fait partie de l'aire d'attraction de Lyon, dont elle est une commune de la couronne,. Cette aire, qui regroupe 397 communes, est catégorisée dans les aires de 700 000 habitants ou plus (hors Paris),.

### Occupation des sols
L'occupation des sols de la commune, telle qu'elle ressort de la base de données européenne d’occupation biophysique des sols Corine Land Cover (CLC), est marquée par l'importance des territoires agricoles (72,9 % en 2018), en diminution par rapport à 1990 (77,5 %). La répartition détaillée en 2018 est la suivante : 
terres arables (66,8 %), forêts (14 %), zones agricoles hétérogènes (4,5 %), zones urbanisées (3,8 %), zones industrielles ou commerciales et réseaux de communication (2,8 %), espaces verts artificialisés, non agricoles (2,7 %), eaux continentales (2,6 %), prairies (1,6 %), zones humides intérieures (1,2 %).
L'évolution de l’occupation des sols de la commune et de ses infrastructures peut être observée sur les différentes représentations cartographiques du territoire : la carte de Cassini (XVIIIe siècle), la carte d'état-major (1820-1866) et les cartes ou photos aériennes de l'IGN pour la période actuelle (1950 à aujourd'hui).

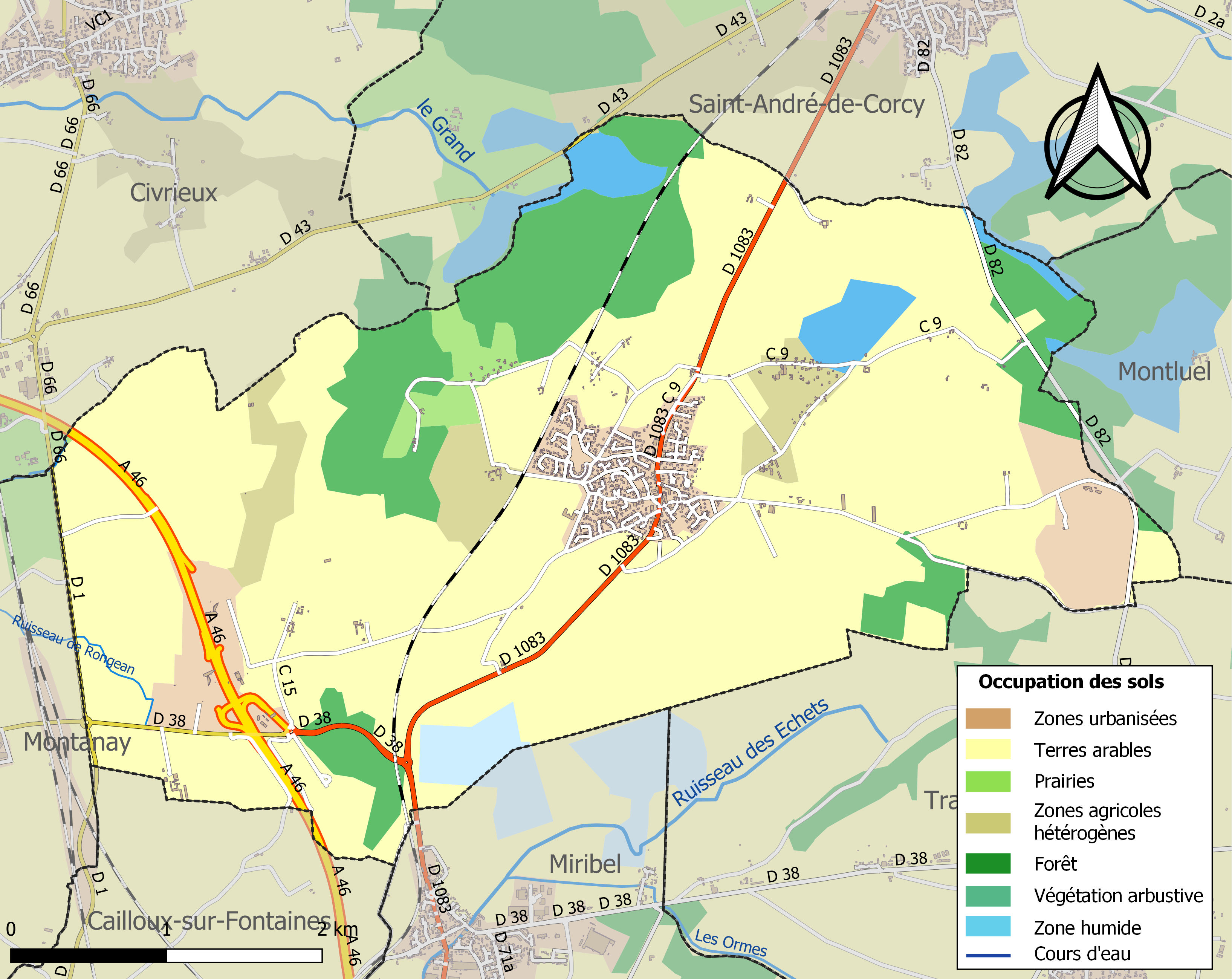
Carte des infrastructures et de l'occupation des sols de la commune en 2018 (CLC).

## Histoire
Mionnay était de la province de Bresse, du mandement de Miribel et de l'archiprêtré de Dombes. Elle dépendait du marquisat de Neufville.
Vers 1425, les chartreuses de Poleteins créèrent l'étang de Bagée qui se situait sur la paroisse.

### Seconde Guerre mondiale
Un important maquis était établi entre Mionnay et Tramoyes : le camp Didier.

## Politique et administration

### Découpage territorial
La commune de Mionnay est membre de la communauté de communes de la Dombes, un établissement public de coopération intercommunale (EPCI) à fiscalité propre créé le 1er janvier 2017 dont le siège est à Châtillon-sur-Chalaronne. Ce dernier est par ailleurs membre d'autres groupements intercommunaux.
Sur le plan administratif, elle est rattachée à l'arrondissement de Bourg-en-Bresse, au département de l'Ain et à la région Auvergne-Rhône-Alpes. Sur le plan électoral, elle dépend du  canton de Villars-les-Dombes pour l'élection des conseillers départementaux, depuis le redécoupage cantonal de 2014 entré en vigueur en 2015, et de la deuxième circonscription de l'Ain  pour les élections législatives, depuis le dernier découpage électoral de 2010.

### Liste des maires
| Période                                  | Période   | Identité         | Étiquette | Qualité                                                                        |
| ---------------------------------------- | --------- | ---------------- | --------- | ------------------------------------------------------------------------------ |
| 1979                                     | mars 2001 | Martial Baise    | UDF-PR    | Agriculteur, adjoint au maire (1977 → 1979)                                    |
| mars 2001                                | mars 2008 | Pierre Fraisse   | DVD       |                                                                                |
| mars 2008                                | En cours  | Henri Cormorèche | DVD-UDI   | Agriculteur Conseiller départemental du canton de Villars-les-Dombes (2015 → ) |
| Les données manquantes sont à compléter. |           |                  |           |                                                                                |

### Intercommunalité
La commune fait partie de la communauté de communes Centre Dombes.

## Population et société

### Démographie
L'évolution du nombre d'habitants est connue à travers les recensements de la population effectués dans la commune depuis 1793. Pour les communes de moins de 10 000 habitants, une enquête de recensement portant sur toute la population est réalisée tous les cinq ans, les populations de référence des années intermédiaires étant quant à elles estimées par interpolation ou extrapolation. Pour la commune, le premier recensement exhaustif entrant dans le cadre du nouveau dispositif a été réalisé en 2005.
En 2022, la commune comptait 2 309 habitants, en évolution de +8,3 % par rapport à 2016 (Ain : +5,15 %, France hors Mayotte : +2,11 %).
| 1793 | 1800 | 1806 | 1821 | 1831 | 1836 | 1841 | 1846 | 1851 |
| ---- | ---- | ---- | ---- | ---- | ---- | ---- | ---- | ---- |
| 273  | 120  | 208  | 286  | 284  | 360  | 258  | 380  | 391  |

| 1856 | 1861 | 1866 | 1872 | 1876 | 1881 | 1886 | 1891 | 1896 |
| ---- | ---- | ---- | ---- | ---- | ---- | ---- | ---- | ---- |
| 419  | 401  | 432  | 403  | 403  | 362  | 379  | 407  | 406  |

| 1901 | 1906 | 1911 | 1921 | 1926 | 1931 | 1936 | 1946 | 1954 |
| ---- | ---- | ---- | ---- | ---- | ---- | ---- | ---- | ---- |
| 414  | 423  | 388  | 365  | 340  | 327  | 341  | 305  | 319  |

| 1962 | 1968 | 1975 | 1982 | 1990  | 1999  | 2005  | 2006  | 2010  |
| ---- | ---- | ---- | ---- | ----- | ----- | ----- | ----- | ----- |
| 310  | 350  | 444  | 778  | 1 103 | 2 109 | 2 124 | 2 155 | 2 077 |

| 2015  | 2020  | 2022  | - | - | - | - | - | - |
| ----- | ----- | ----- | - | - | - | - | - | - |
| 2 138 | 2 245 | 2 309 | - | - | - | - | - | - |

## Économie

### Revenus de la population et fiscalité
En 2010, le revenu fiscal médian par ménage était de 46 988 €, ce qui plaçait Mionnay au 662e rang parmi les 31 525 communes de plus de 39 ménages en métropole.

## Culture et patrimoine

### Lieux et monuments

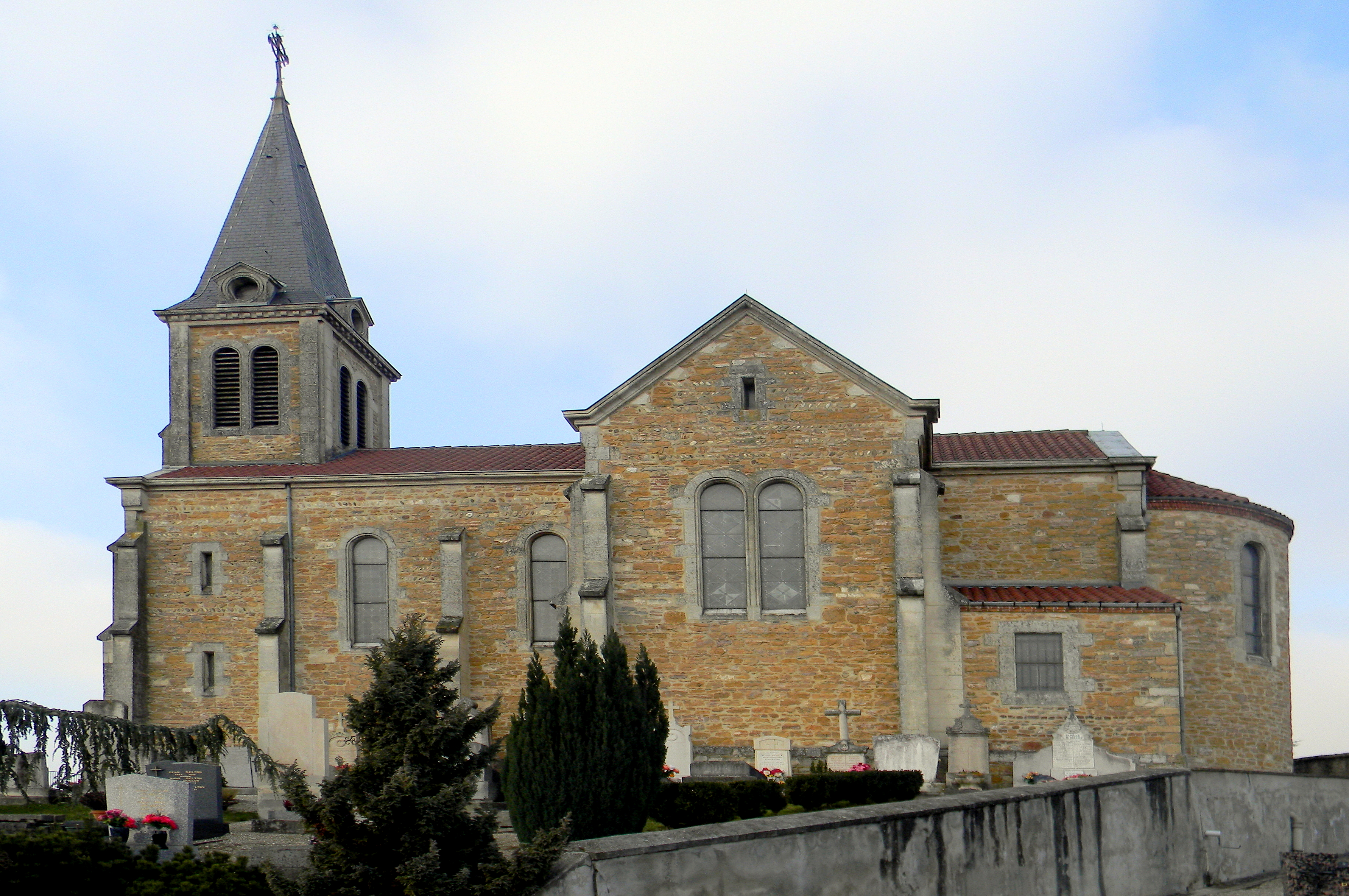
Église Saint-Jean-Baptiste de Mionnay.

- Château de Polletins ou Polleteins (XIXe siècle)[23]

À son emplacement s'élevait l'ancienne chartreuse de Poleteins. Les bâtiments et le lieu dans son ensemble sont aujourd'hui occupés par un haras.
- Église Saint-Jean-Baptiste de Mionnay.

Signalons également l'ancien restaurant d'Alain Chapel ou encore la gare de Mionnay.

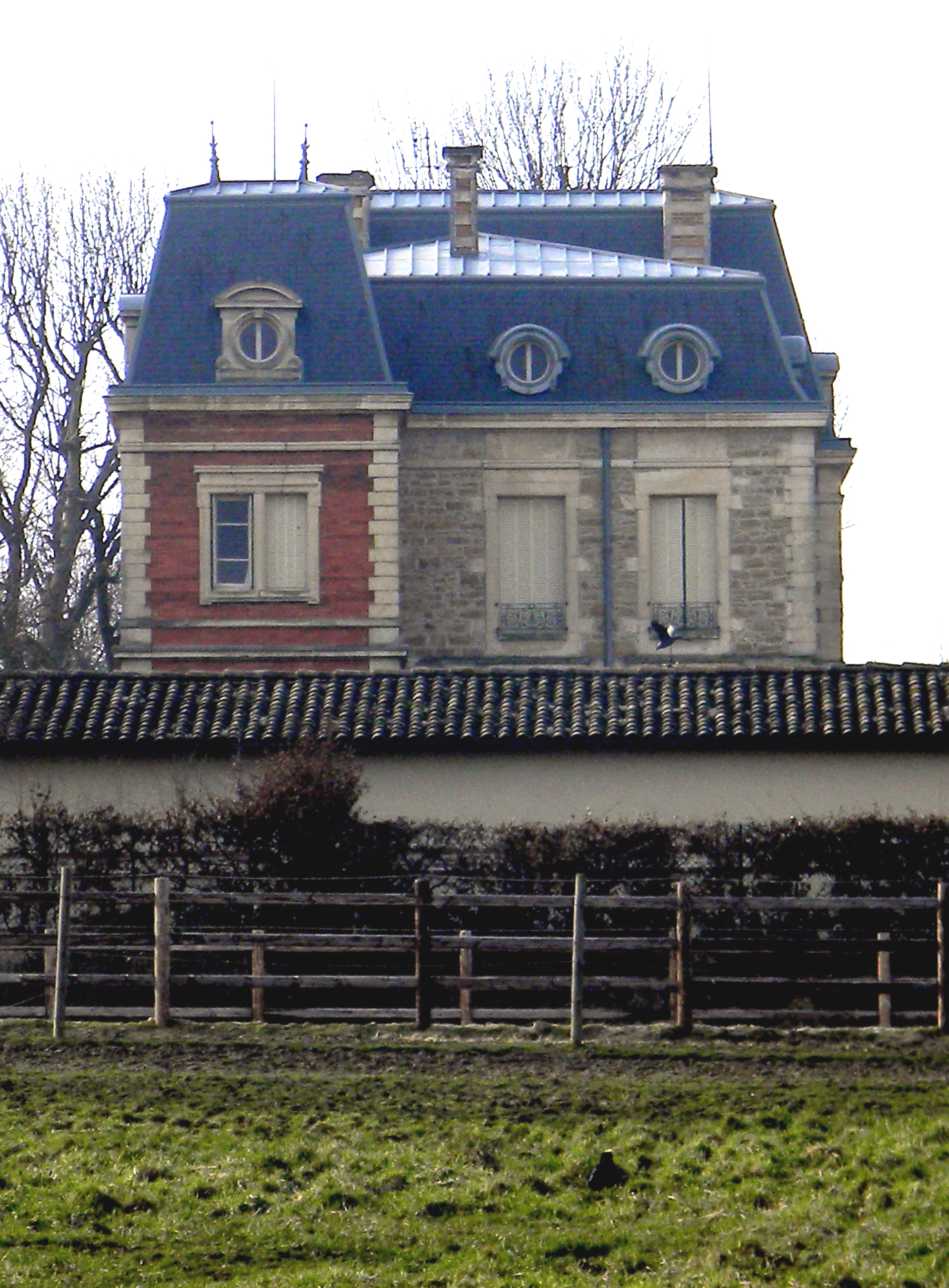
Vue du château de Polletins.
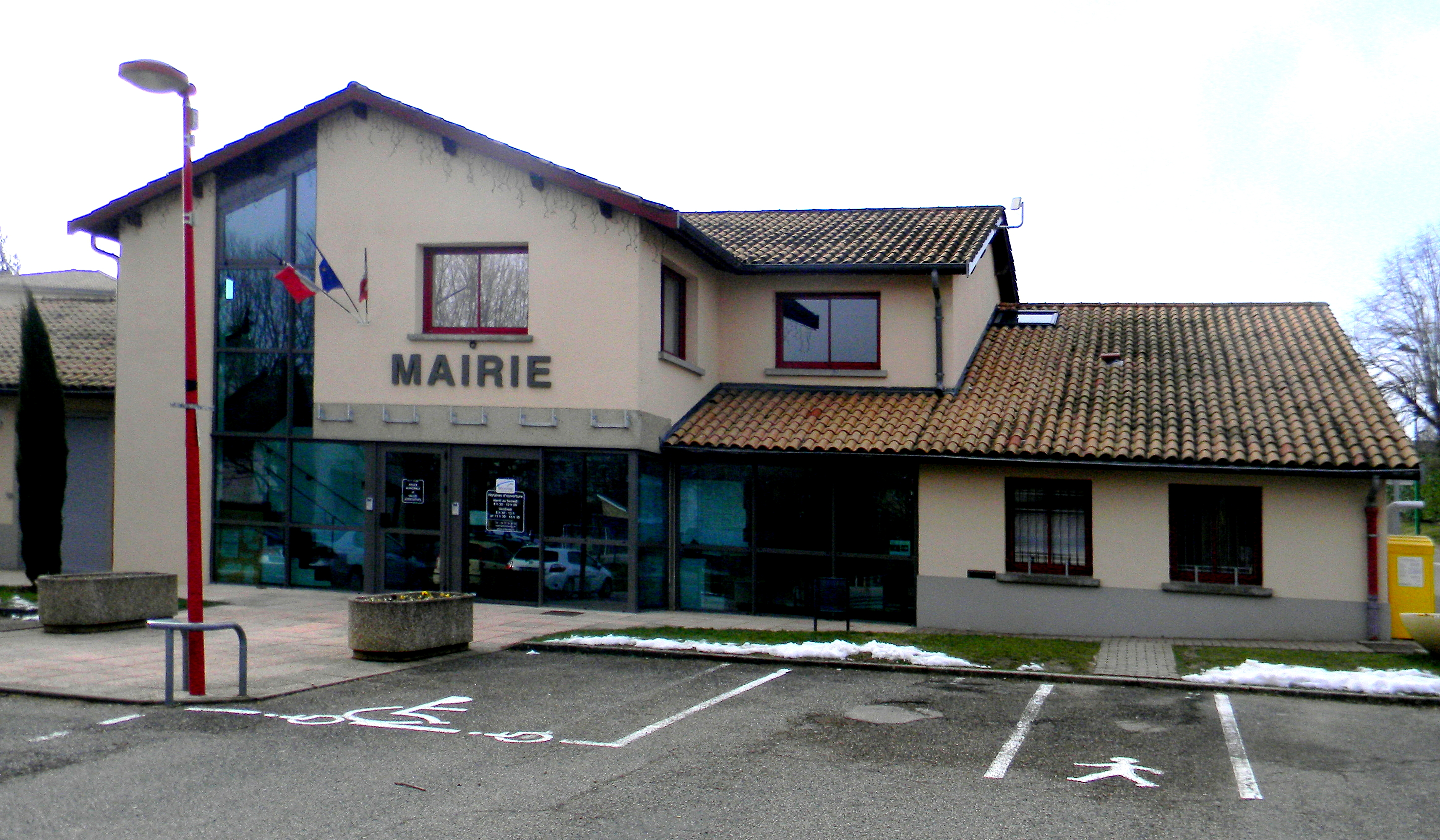
Mairie de Mionnay.
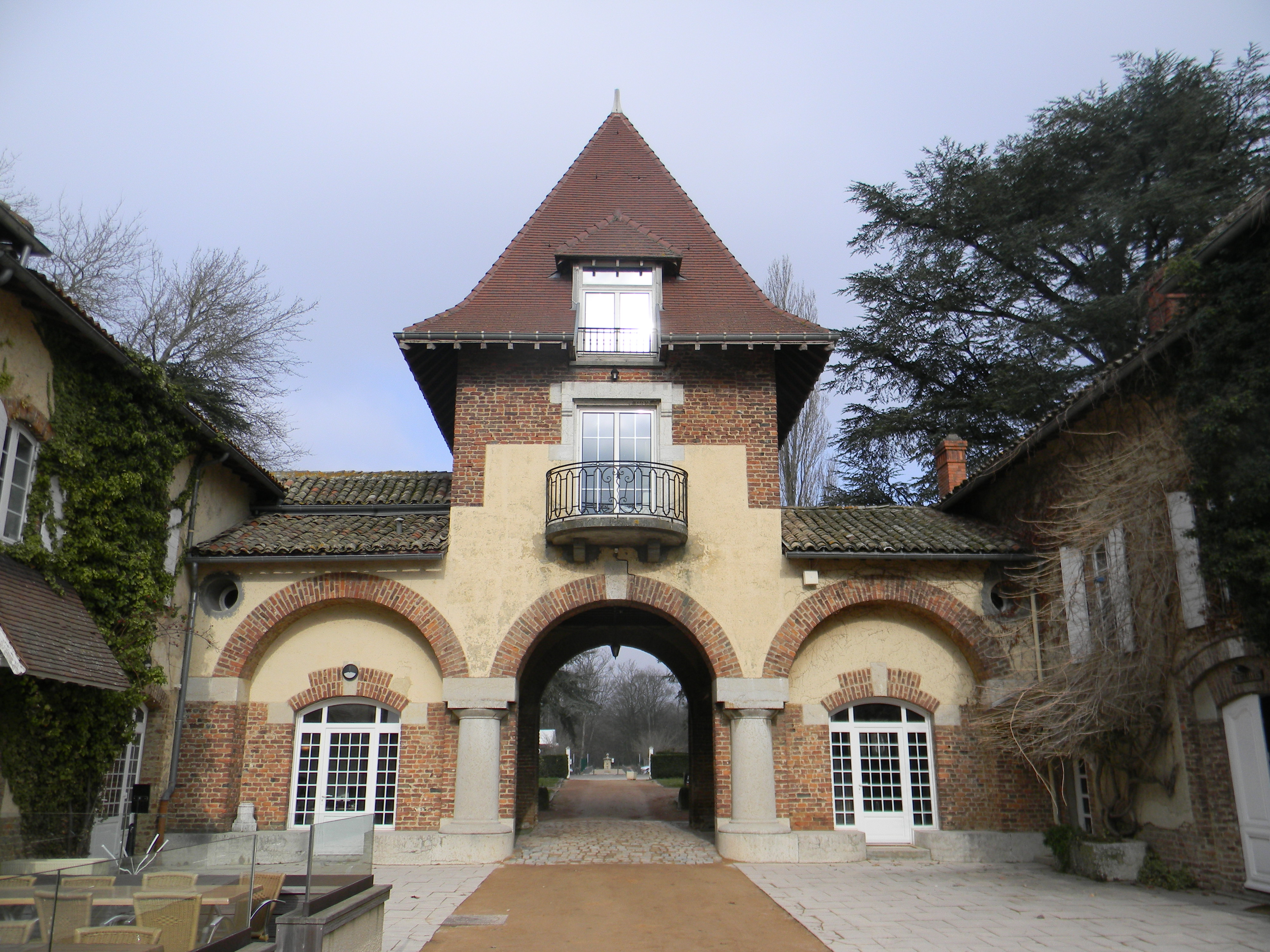
Entrée du golf de Mionnay.
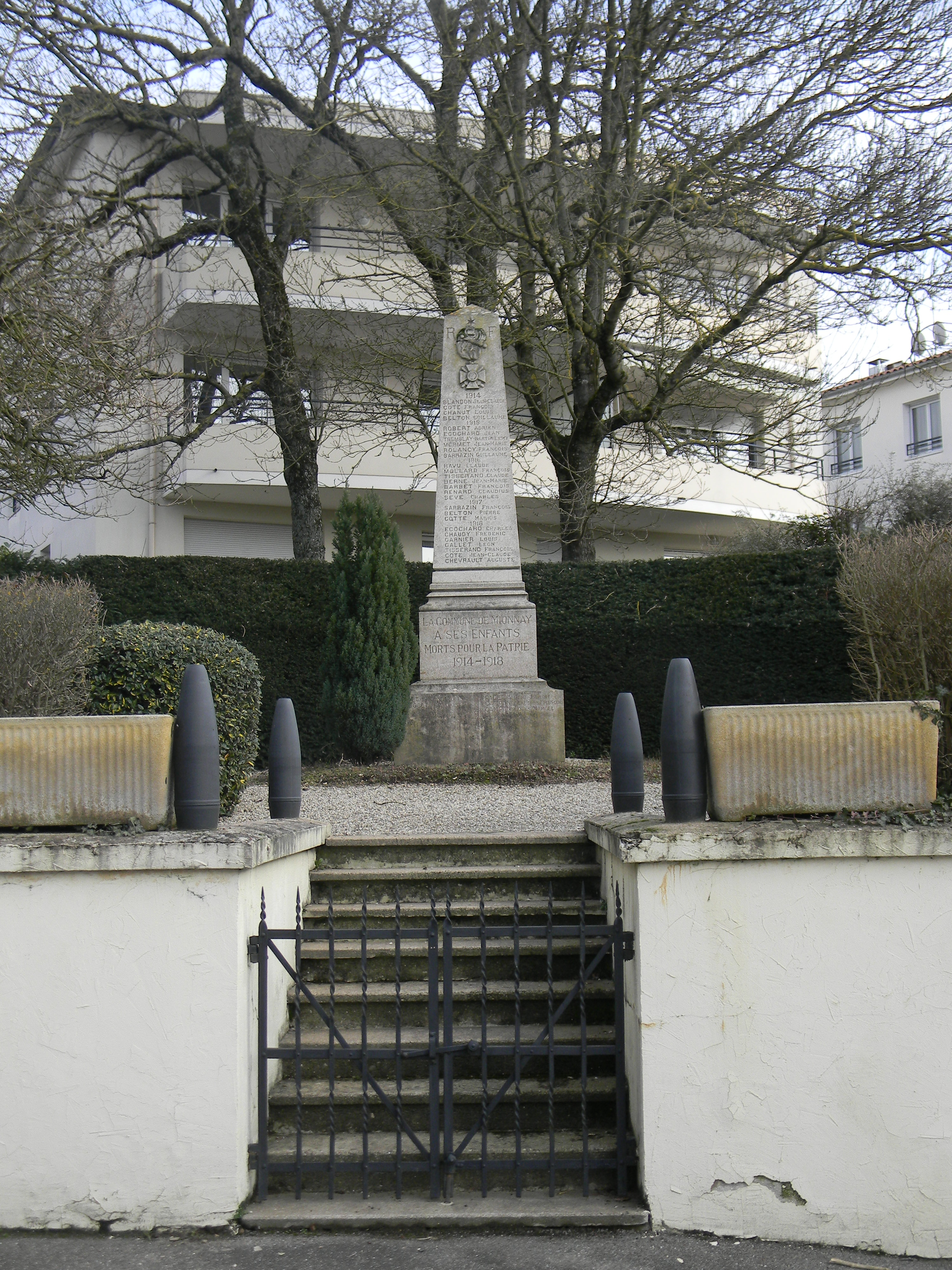
Monuments aux morts de Mionnay.
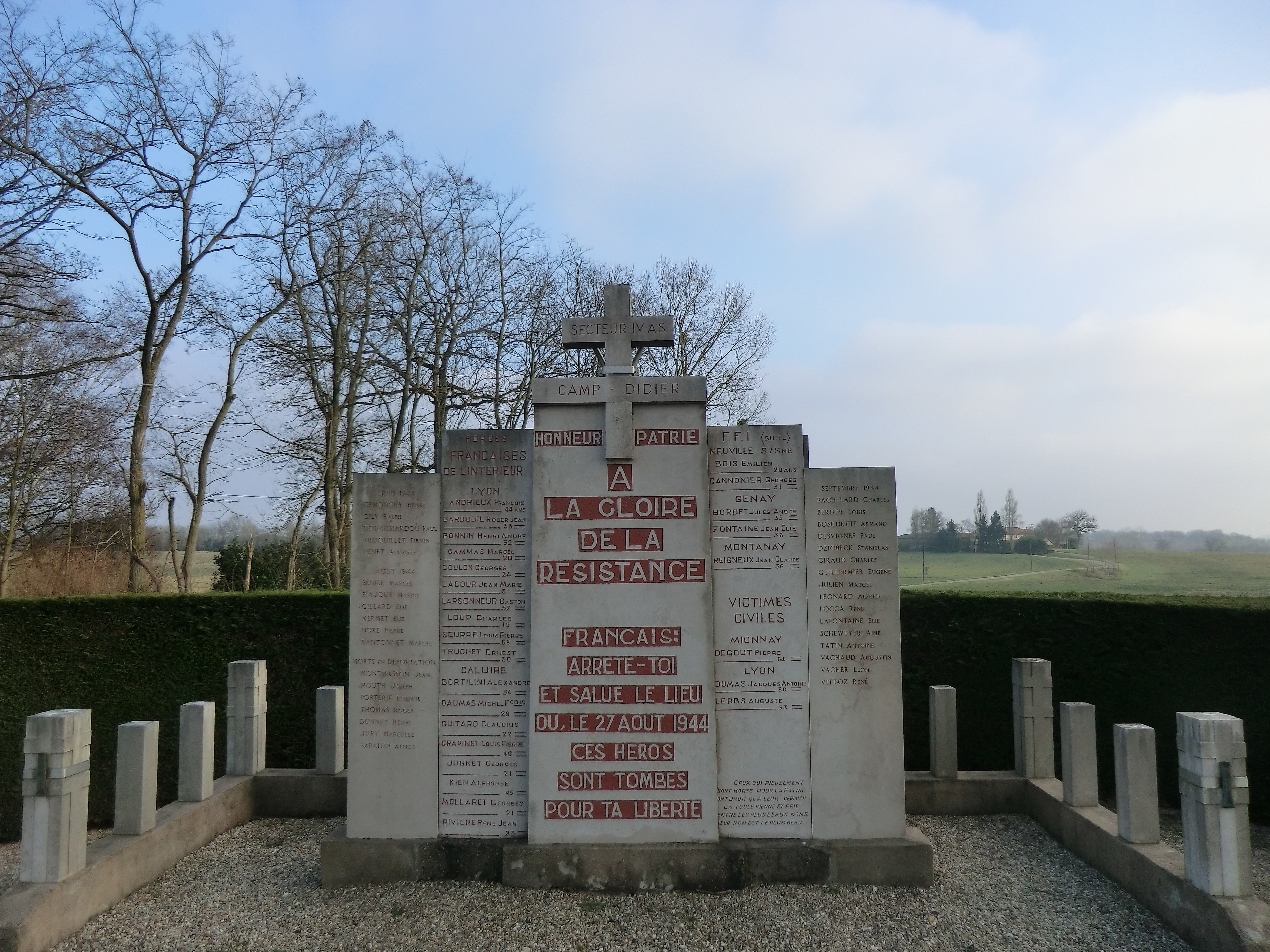
Monument en hommage au Camp Didier, localisé à la limite entre Mionnay et Saint-André-de-Corcy.

### Patrimoine naturel
- ZNIEFF de type I du marais des Échets[24].

- Le golf de Mionnay.

### Personnalités liées à la commune

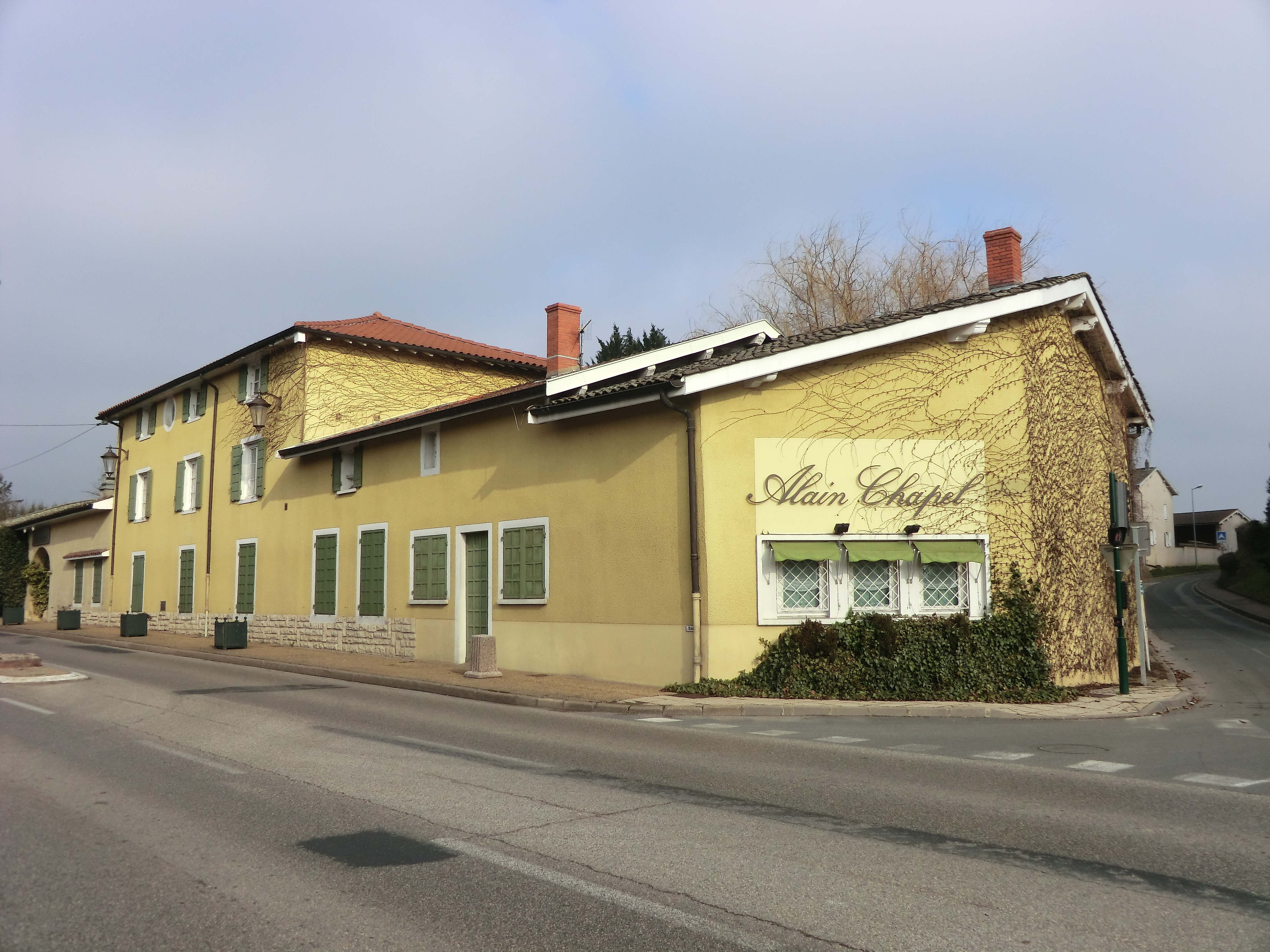
L'ancien restaurant d'Alain Chapel, à Mionnay.

- Alain Chapel (1937 - 1990), grand chef cuisinier avait son restaurant (trois étoiles au Michelin puis deux étoiles après son décès) à Mionnay.